# Endlager Loviisa
Das Endlager Loviisa befindet sich in der Nähe der Stadt Loviisa an der Südostküste von Finnland auf der Insel Hastholmen.
Im Endlager Loviisa werden schwach- und mittelradioaktive Abfälle (LAW bzw. MAW) aus dem Betrieb des Kernkraftwerks Loviisa eingelagert. Es wurde von 1993 bis 1997 in Rapakivi-Granit errichtet und umfasst einen Hohlraum in 120 m Tiefe für verfestigte Abfälle und Grubenbaue für Trockenabfälle aus der Instandhaltung. Die Lagerkapazität beträgt 113.000 m³. Die Möglichkeit einer Kapazitätserweiterung wird eingeplant, um auch Stilllegungsabfälle aufzunehmen. Der erste Teil (für schwachradioaktive Instandhaltungsabfälle) wurde im Frühjahr 1997 fertiggestellt. Die ersten Abfälle wurden im Mai 1997 eingelagert.